# الأعمال والأيام
الأعمال والأيام (ملاحظة 1) هي قصيدة من حوالي 800 بيت للشاعر الإغريقي هسيودوس، التي كتبها حوالي سنة 700 قبل الميلاد.
تتطرق قصيدة الأعمال والأيام لعدد من المواضيع، منها قصة بروميثيوس وباندورا؛ وكذلك عصور الإنسان.

## هوامش
- ملاحظة 1: باللغة الإغريقية: Ἔργα καὶ Ἡμέραι (إرغا كاي إميراي)

## روابط خارجية
- الأعمال والأيام على موقع الموسوعة البريطانية (الإنجليزية)